# LP (cantante)
Laura Pergolizzi (Long Island, 18 de marzo de 1981), más conocida como LP, es una cantante y compositora estadounidense. Entre sus trabajos, destaca el exitoso sencillo «Lost on You». Ha lanzado, hasta la fecha, seis álbumes y tres EP. Ha escrito canciones para artistas como Cher, Rihanna, Backstreet Boys, Leona Lewis, Mylène Farmer y Christina Aguilera. Otros artistas para los que ha compuesto son Noah Cyrus, Céline Dion, Avicii y Joe Walsh, antiguo guitarrista de The Eagles.

## Biografía
Laura Pergolizzi nació en Long Island, hija de padre italiano y madre irlandesa. Su abuelo paterno era originario de Nápoles y su abuela paterna, de Palermo. Se graduó en el Instituto Walt Whitman, en 1996. Después, se mudó a Nueva York, donde adoptó el nombre de LP. 

## Carrera musical

### 1998-2010: Inicios y primeros álbumes
David Lowery, miembro de la banda Cracker, vio su actuación y cantó con ella "Cinderella", una pista oculta en el álbum de la banda "Gentleman's Blues", en 1998. Lowery produjo luego el álbum debut de LP, Heart-Shaped Scar, lanzado en el 2001 a través de Koch Records.
El segundo álbum, Suburban Sprawl & Alcohol, se lanzó en el 2004, a través de Lightswitch Records. Además, colaboró con la compositora y productora musical Linda Perry. Sin embargo, a pesar de la extensa gira para promover el lanzamiento y de las críticas positivas recibidas, el álbum no consiguió ganar gran reconocimiento.
LP apareció en la conferencia South by Southwest y supuestamente desencadenó una guerra de ofertas entre las principales discográficas, y finalmente firmó contrato con L.A. Reid para su discográfica Island Def Jam Music Group, que forma parte de Universal Music Group. Sin embargo, debido a diferencias artísticas, dejó la compañía. Firmó contrato en el 2007 con SoBe Entertainment, una discográfica independiente que grabó las canciones que había escrito con el anterior sello discográfico. "Love Will Keep You Up All Night", una de las canciones que había escrito en Island Def Jam Music Group con Billy Mann, apareció a finales del 2007 en el álbum de Backstreet Boys, Unbreakable. LP escribió e interpretó "Wasted", canción de su álbum Suburban Sprawl & Alcohol que fue tema principal del programa de televisión South of Nowhere, en The N, luego conocido como TeenNick. El programa The Hills, de MTV, también incluyó la canción de LP "Damage Is Done" a mediados de 2010, y se lanzó en iTunes.
Durante el 2009, LP comenzó a escribir canciones para otros artistas, entre ellas varias incluidas en el álbum de Heidi Montag, Superficial (Warner Music). LP coescribió el sencillo "More Is More" y también las pistas "Hey Boy" y "Love It or Leave It", de Twisted. Una canción que escribió con Alexander Kronlund, "Standing Where You Left Me", se incluyó en el álbum debut de Erik Hassle, Pieces (Roxy/EMI/Universal). LP se mudó a Los Ángeles en enero de 2009.

En agosto del 2010, se anunció que LP firmó contrato con la discográfica 2101 Record, perteneciente a RedOne. LP consiguió su primer logro como compositora, al escribir, junto con Rihanna, "Cheers (Drink to That)", incluida en el quinto álbum de estudio de esta artista, Loud, lanzado el 12 de noviembre del 2010, con Def Jam Recordings. "Cheers" contiene un hook vocal interpretado por LP (tomado de la canción de Avril Lavigne, "I'm with You"). En el 2010, en una entrevista con MTV News, Rihanna dijo: "Amo esa canción ("Cheers"). Es una de mis favoritas del álbum. Me hace sentir como si estuviera celebrando. Te genera un gran sentimiento dentro tuyo de querer salir y tomar un trago... La gente no puede esperar que llegue el fin de semana." LP continuó escribiendo para grandes discográficas, al coescribir "The Beautiful People", interpretada por Christina Aguilera. La canción forma parte del álbum Burlesque: Original Motion Picture Soundtrack, el cual se lanzó en RCA Records el 22 de noviembre del 2010.

### 2011-2014: Despegue y composición

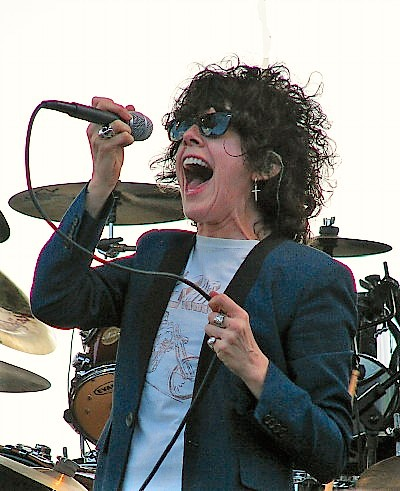
LP en 2014.

LP coescribió "Afraid to Sleep", la cual fue interpretada por el finalista del programa de NBC The Voice, Vicci Martinez, y alcanzó el número 10 en el iTunes Top Singles Chart. En septiembre del 2011, LP firmó con Warner Bros. Records. Poco después, "Into the Wild", escrita e interpretada por LP, fue usada por Citibank en una campaña publicitaria para la televisión nacional. En abril de 2012, LP lanzó su primer álbum con un sello discográfico de renombre, Into the Wild: Live at EastWest Studios, que incluyó cinco canciones en vivo y comenzó una extensa gira abarcando festivales tales como SXSW, Bonnaroo, Lollapalooza, Bumbershoot, Tropfest, el Sonic Boom de Tokio y Hyde Park en Londres. En 2012, se convirtió en la primera embajadora de Martin Guitar.

En mayo de 2012, fue elegida "Artista de la semana" por la revista Vogue. Durante los siguientes dos años, completó las grabaciones de su álbum incluyendo colaboraciones con Billy Steinberg, Isabella Summers (de Florence and the Machine), Josh Alexander, Claude Kelly, Justyn Pilbrow, Carl Ryden y Rob Kleiner. El álbum fue producido por Rob Cavallo. El 1 de abril de 2014, se anunció que su tercer álbum de estudio se titularía Forever for Now y su lanzamiento se programó para el 3 de junio de 2014. El álbum se promovió con el sencillo "Night Like This". El segundo sencillo, "Someday", se lanzó en Canadá en junio de 2014. El 16 de septiembre de 2014, el vídeo musical de "Tokyo Sunrise" se estrenó en la página web de la revista Time.

### 2015-2018:Lost on youy reconocimiento internacional

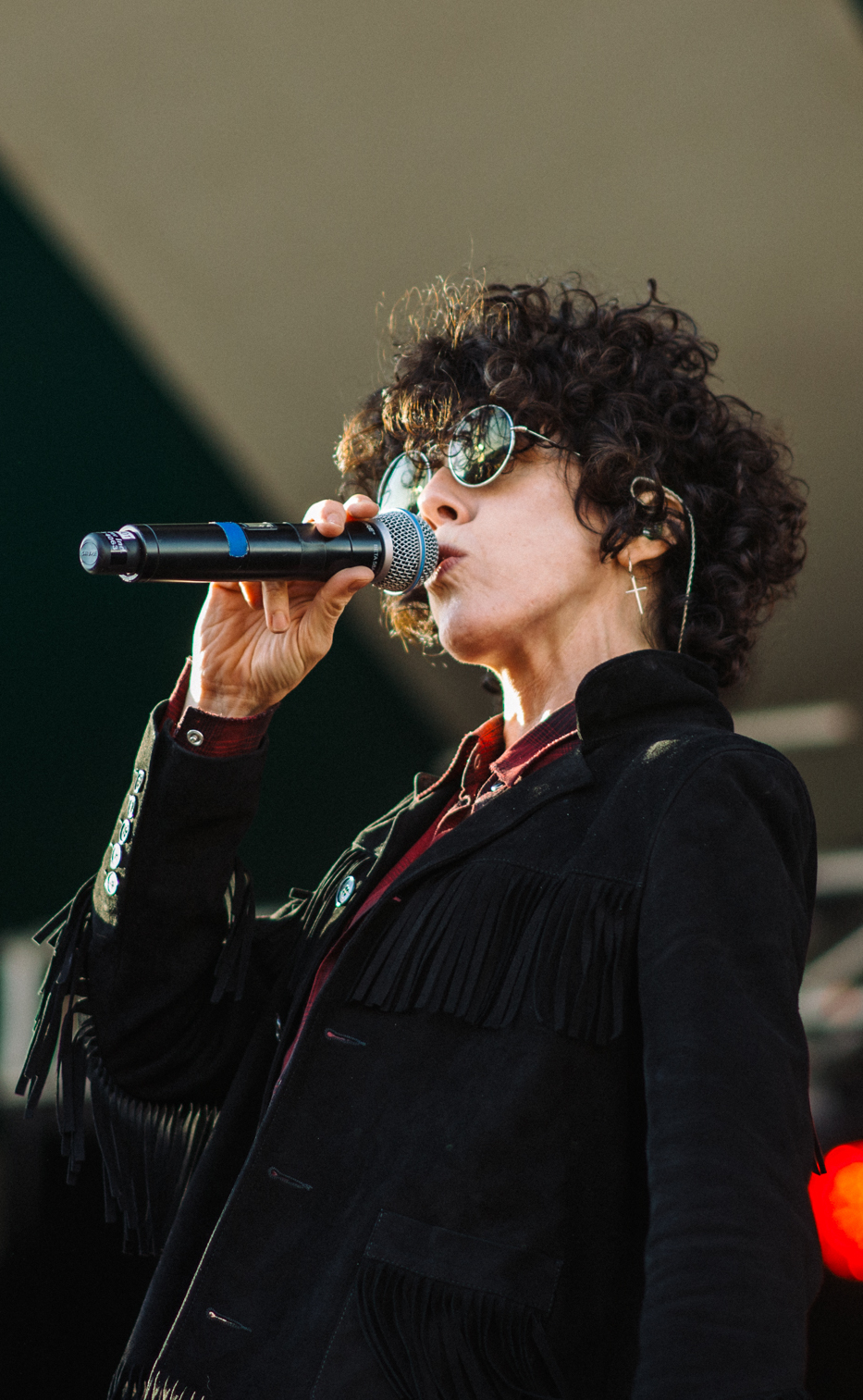
LP, en 2016.

En septiembre de 2015, la canción "Muddy Waters" apareció como primer sencillo del cuarto álbum de estudio de LP, Lost on You. En junio de 2016, la canción apareció en una escena violenta e intensa del capítulo final de la cuarta temporada de la serie original de Netflix, Orange is the New Black. También apareció en los avances del programa Shades of Blue, de NBC. En noviembre, se lanzó el segundo sencillo del álbum del mismo nombre. Ambas canciones surgieron de su colaboración con Mike Del Rio. Un EP titulado Death Valley se publicó el 17 de junio de 2016.
La canción "Hi Ho Nobody Home", de David Baerwald y LP, se usó en un episodio de Mr. Mercedes. En 2017 interpretó la canción "Back Where I Belong" (Otto Knows con Avicii) para el quinto episodio (segunda temporada) de la serie de Netflix Sense8. LP hizo dueto con Mylène Farmer en el sencillo N'oublie pas, lanzado el 22 de junio. La canción se convirtió rápidamente en número 1 en la lista de French iTunes. Se trata del segundo sencillo de álbum de estudio de Farmer, Désobéissance.[cita requerida]
El 15 de agosto de 2018, LP anunció en su página de Facebook que estaba trabajando en un nuevo álbum. Un día después, se lanzó la primera canción del disco, "Girls Go Wild".
En septiembre de 2018 grabó dos canciones para el nuevo disco del cantante Morrissey.

### 2019-2023:Churchesy éxitos comerciales

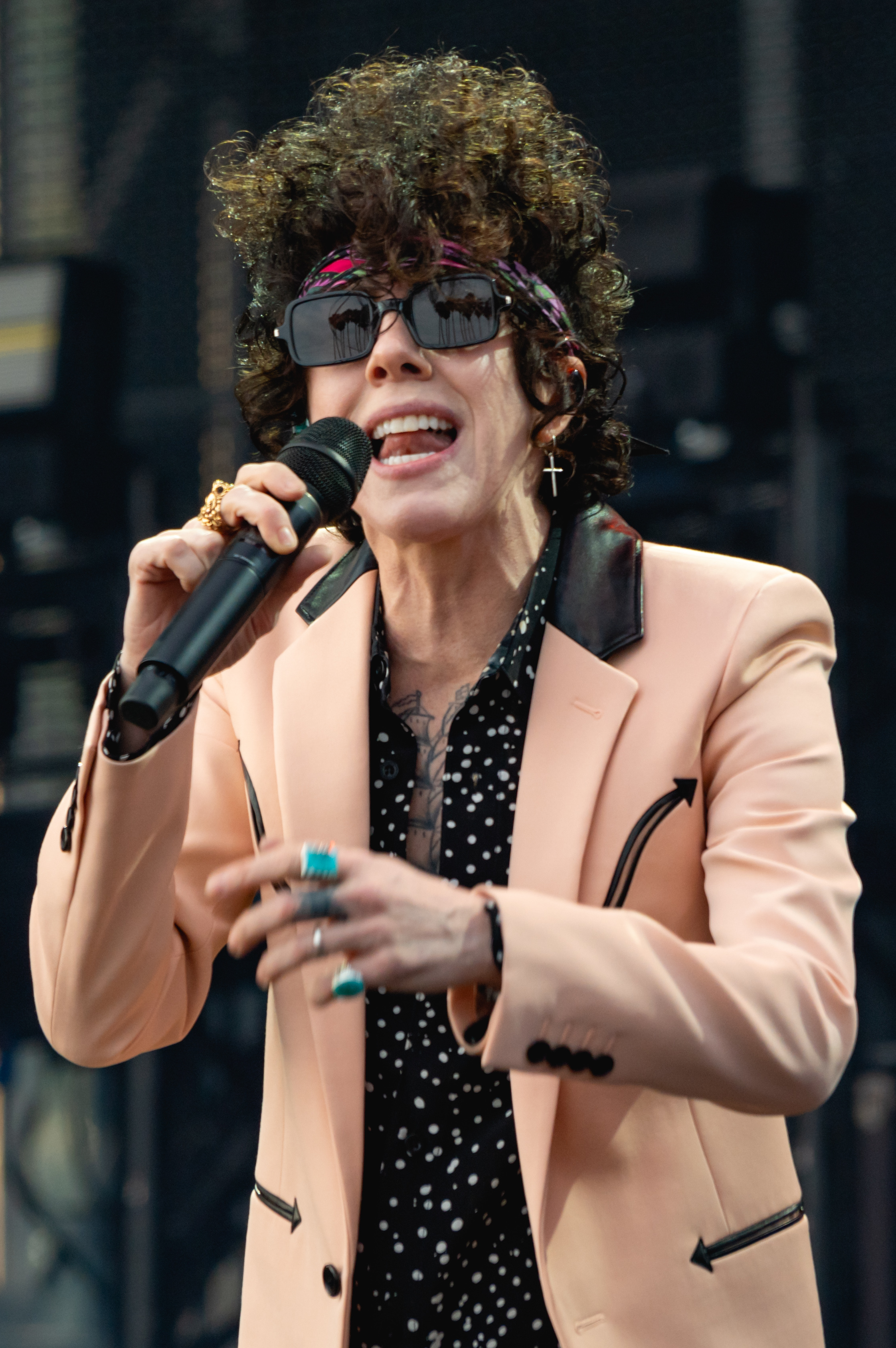
LP, en 2019.

El 6 de junio de 2019, Grey Daze, la antigua banda del vocalista de Linkin Park, Chester Bennington, anunció en su página de Instagram que LP grabó algunas voces para su próximo álbum, que también incluye pistas de Chester.
En octubre de 2019, la canción Strange se presentó en el comercial para los teléfonos Samsung Galaxy.
El 23 de julio de 2020, lanzó el videoclip de su nuevo sencillo titulado: The One That You Love.
El 19 de noviembre de 2020, publicó el sencillo «How Low Can You Go», acompañada de la actriz mexicana Julieta Grajales.

## Vida personal
LP es lesbiana, y declaró, en una entrevista en el 2016: «No me parece importante demostrar lo que valgo como lesbiana. Sin embargo, la visibilidad es importante. Somos personas comunes, como cualquier otra persona». LP se identifica como de género neutral, y en una entrevista declaró: «Está bien que utilicen el pronombre “she” (ella) o “her” (a ella, para ella, con ella), pero en realidad no es lo que más me gusta. No me gusta tener que insistir mucho en que usen el pronombre neutro “they”. Pero respeto a quien así lo hace».
Escribió la canción «Lost on You» después de romper con la actriz Tamzin Brown, e inició luego una relación de pareja con la cantante y compositora estadounidense Lauren Ruth Ward, quien aparece en uno de los videos de la canción. También estuvo saliendo con la actriz mexicana, Julieta Grajales, hasta 2022. En 2023, LP comenzó una relación con la modelo Iveta Maurerová.

## Discografías

### Álbumes de estudio
| Título                    | Detalles de álbum                                                                                            | Posiciones más altas en las listas | Posiciones más altas en las listas | Posiciones más altas en las listas |
| Título                    | Detalles de álbum                                                                                            | EE.UU                              | Estados Unidos(Heat)               | Estados Unidos(Heat Sur)           |
| ------------------------- | --- | ---------------------------------- | ---------------------------------- | ---------------------------------- |
| Heart-Shaped Scar         | - Lanzado: año 2001 - Formatos: CD, descarga digital - Discográfica: Koch Records                            | —                                  | —                                  | —                                  |
| Suburban Sprawl & Alcohol | - Lanzado: 29 de junio de 2004. - Discográfica: Lightswitch Records. - Formatos: CD, descarga digital        | —                                  | —                                  | —                                  |
| Forever For Now           | - Lanzado: 2 de junio de 2014 - Discográfica: Warner Bros. Records - Formatos: CD, LP, descarga digital      | 132                                | 2                                  | 5                                  |
| Lost on You               | - Lanzado: 9 de diciembre de 2016. - Discográfica: Warner Bros. Records - Formatos: CD, LP, descarga digital | —                                  | —                                  | —                                  |
| Heart to Mouth            | - Lanzado: 7 de diciembre de 2018 - Discográfica: BMG, Vagrant - Formato: CD, LP, descarga digital           | —                                  | 2                                  | —                                  |

### Versiones extendidas
| Título                                              | Detalles | Mayor posicionamiento en listas | Mayor posicionamiento en listas | Mayor posicionamiento en listas | Mayor posicionamiento en listas | Mayor posicionamiento en listas | Ventas                                    | Certificaciones |
| Título                                              | Detalles | Estados Unidos (Heat)           | Estados Unidos (Heat Sur)       | Francia                         | Polonia                         | Suiza                           | Ventas                                    | Certificaciones |
| --------------------------------------------------- | --- | ------------------------------- | ------------------------------- | ------------------------------- | ------------------------------- | ------------------------------- | ----------------------------------------- | --------------- |
| Into the Wild: Live at EastWest Studios             | - Lanzamiento: 24 de abril de 2012 - Discográfica: Warner Bros. Records - Formato: CD/DVD, LP, descarga digital | 6                               | 6                               | —                               | —                               | —                               |                                           |                 |
| Spotify Sessions                                    | - Lanzamiento: 2 de octubre de 2012 - Formato: Streaming                                                        | N/A                             | N/A                             | N/A                             | N/A                             | N/A                             |                                           |                 |
| Death Valley                                        | - Lanzamiento: 17 de junio de 2016 - Formato: Descarga digital                                                  | —                               | —                               | 75                              | 4                               | 41                              | - Estados Unidos: 3,000 - Polonia: 10,000 | - ZPAV: Oro     |
| «—» significa que el sencillo no entró en la lista. | |                                 |                                 |                                 |                                 |                                 |                                           |                 |

### Sencillos
| "Good with You suming "                             | 2007 | —  | — | —  | —   | — | —  | —  | — | — | — |                                                                                      | —                                       |
| "Into the Wild" (Live)                              | 2012 | —  | — | —  | —   | — | —  | —  | — | — | — |                                                                                      | Into the Wild: Live at EastWest Studios |
| "Into the Wild"                                     | 2012 | —  | — | —  | —   | — | —  | —  | — | — | — |                                                                                      | Forever for Now                         |
| "Night Like This"                                   | 2014 | —  | — | —  | —   | — | —  | 35 | — | — | — |                                                                                      | Forever for Now                         |
| "Someday"                                           | 2014 | —  | — | —  | —   | — | —  | —  | — | — | — |                                                                                      | Forever for Now                         |
| "Muddy Waters"                                      | 2015 | 42 | — | —  | 171 | — | —  | —  | — | — | — |                                                                                      | Death Valley and Lost on You            |
| "Lost on You"                                       | 2015 | 42 | 4 | 1  | 1   | 1 | 5  | —  | 1 | 9 | 5 | - FIMI: 4× Platino - IFPI : Platino - IFPI: Platino - SNEP: Diamante - ZPAV: Platino | Death Valley and Lost on You            |
| "Other People"                                      | 2016 | —  | — | 42 | 117 | 5 | 45 | —  | 7 | — | — | - FIMI: Platino                                                                      | Death Valley and Lost on You            |
| "N'oublie pas" (with Mylène Farmer)                 | 2018 | —  | — | —  | 1   | — | —  | —  | — | — | — |                                                                                      | Désobéissance                           |
| "Girls Go Wild"                                     | 2018 | —  | — | —  | —   | — | 77 | —  | 8 | — | — | - ZPAV: Oro                                                                          | Heart to Mouth                          |
| "Recovery"                                          | 2018 | —  | — | —  | —   | — | 89 | —  | — | — | — |                                                                                      | Heart to Mouth                          |
| "The One That You Love"                             | 2020 | —  | — | —  | —   | — | —  | —  | — | — | — |                                                                                      | Churches                                |
| "How Low Can You Go"                                | 2020 | —  | — | —  | —   | — | —  | —  | — | — | — |                                                                                      | Churches                                |
| "One Last Time"                                     | 2021 | —  | — | —  | —   | — | —  | —  | — | — | — |                                                                                      | Churches                                |
| "Goodbye"                                           | 2021 | —  | — | —  | —   | — | —  | —  | — | — | — |                                                                                      | Churches                                |
| «—» significa que el sencillo no entró en la lista. |      |    |   |    |     |   |    |    |   |   |   |                                                                                      |                                         |

### Vídeos musicales
| Título                        | Año       |
| ----------------------------- | --------- |
| "Wasted"                      | 2004      |
| "Good with You"/"Cling to Me" | 2007      |
| "Someday"                     | 2011      |
| "Into the Wild"               | 2012      |
| "Tokyo Sunrise"               | 2014      |
| "Halo"                        | 2016      |
| "Lost on You"                 | 2016      |
| "Night like This"             | 2016      |
| "Other People" (2 versions)   | 2016/2017 |
| "Tightrope"                   | 2017      |
| "When We're High"             | 2017      |
| "No Witness"                  | 2017      |
| "N'oublie pas"                | 2018      |
| "Girls Go Wild"               | 2018      |
| "Recovery"                    | 2018      |
| "Shaken" (Animated)           | 2019      |
| "The One That You Love"       | 2020      |
| "How Low Can You Go"          | 2020      |

## Créditos como compositora
| Título                            | Año  | Artista                          | Álbum                                         | Discográfica       |
| --------------------------------- | ---- | -------------------------------- | --------------------------------------------- | ------------------ |
| "Love Will Keep You Up All Night" | 2007 | Backstreet Boys                  | Unbreakable                                   | Jive               |
| "Standing Where You Left Me"      | 2010 | Erik Hassle                      | Taken EP                                      | Roxy/EMI/Universal |
| "More Is More"                    | 2010 | Heidi Montag                     | Superficial                                   | Warner Bros.       |
| "Twisted"                         | 2010 | Heidi Montag                     | Superficial                                   | Warner Bros.       |
| "Hey Boy"                         | 2010 | Heidi Montag                     | Superficial                                   | Warner Bros.       |
| "Beautiful People"                | 2010 | Christina Aguilera               | Burlesque: Original Motion Picture Soundtrack | RCA Records        |
| "Cheers (Drink to That)"          | 2010 | Rihanna                          | Loud                                          | Island Def Jam     |
| "You Don't Get to Know"           | 2011 | Hitomi                           | Non-album single                              | Avex/Japan         |
| "Waiting Outside the Lines" Remix | 2011 | Greyson Chance featuring Charice | Non-album single                              | Geffen             |
| "Afraid to Sleep"                 | 2011 | Vicci Martinez (The Voice)       | Non-album single                              | Universal Republic |
| "I'm Still Hot"                   | 2011 | Luciana                          | Non-album single                              | Violent Lips       |
| "Happening"                       | 2012 | Chiddy Bang                      | Non-album single                              | EMI Records        |
| "Hi-Roller Baby"                  | 2012 | Joe Walsh                        | Analog Man                                    | Concord Music      |
| "Shine Ya Light"                  | 2012 | Rita Ora                         | Ora                                           | Roc Nation         |
| "Lolita"                          | 2012 | The Veronicas                    | Non-album single                              | Sire Records       |
| "Fingerprint"                     | 2012 | Leona Lewis                      | Glassheart                                    | Sony Music         |
| "Red"                             | 2013 | Cher                             | Closer to the Truth                           | Warner Bros.       |
| "Pride"                           | 2013 | Cher                             | Closer to the Truth                           | Warner Bros.       |
| "Tidal Wave"                      | 2014 | Karmin                           | Pulses                                        | Epic               |
| "Human"                           | 2014 | Cher Lloyd                       | Sorry I'm Late                                | Epic               |
| "Line of Fire"                    | 2014 | The Veronicas                    | The Veronicas                                 | Sony Music         |
| "Mirror Man"                      | 2015 | Ella Henderson                   | Chapter One                                   | Syco               |
| "Solo para ti"                    | 2016 | Cazzette                         | Desserts EP                                   | ICONS Music        |
| "I Better Love You"               | 2017 | Will Heard                       | Trust EP                                      | Black Butter       |
| "Miracle"                         | 2017 | Marina Kaye                      | Explicit                                      | Capitol Records    |
| "Des Larmes"                      | 2018 | Mylène Farmer                    | Désobéissance                                 | Sony Music         |